# سایه طناب دار
سایهٔ طنابِ دار (انگلیسی: Shadow of the Noose) یک مجموعهٔ تلویزیونی درام حقوقی بریتانیایی است که در سال ۱۹۸۹ منتشر شد.

## بازیگر
- جاناتان هاید
- مایکل فیست
- لزلی آدوین
- تِـرِور رِی
- جولیان فیرت
- گری فایلز
- فیل مک‌کال
- ریچارد مور
- پولین مورن